# The Rasmus
A The Rasmus egy 1994-ben alakult négytagú finn rockzenekar. Világszerte több mint 4 000 000 lemezt adtak el, ebből 400 000-et Finnországban. Számos hazai és nemzetközi díjat nyertek el.

## Az együttes története
A Rasmus tagjai 1994-ben adták első koncertjüket egy helsinki gimnáziumban. Azzal kezdtek el 16 évesen zenélni, hogy friss vért vigyenek a skandináv zenei életbe. 1996-ban Peep címmel megjelent első lemezük viszonylag rövid időn belül aranylemez lett Finnországban.
A csapat folyamatosan turnézott, évente több mint 100 koncertet adtak, majd újra stúdióba vonultak, hogy felvegyék második, Playboys című lemezüket. Az újabb aranylemez után igazi siker következett: 1997-ben átvehették a „finn Grammy”-ként emlegetett Emma-díjat, a legjobb új zenekar kategóriájában.
A szakmai elismerésnek köszönhetően a The Rasmus olyan együttesek előzenekaraként léphetett fel hazai pályán, mint a Rancid, a Red Hot Chili Peppers vagy a Garbage.
1999-ben Janne helyére Aki érkezett. Megjelentették a harmadik nagylemezüket Hellofatester címmel, melyről a Liquid című dal mind a rajongók, mind a kritikusok szerint az év dala lett.
Az igazi áttörést a 2001-es év hozta meg számukra: ekkor szerződtek le a svéd Playground Music Scandinavia kiadóval, s a F-F-F-Falling című daluk Svédországban is sláger lett.
Pár hónappal később elkészítették az Into című negyedik korongjukat, ami eladási adatai alapján a dupla platina elismerésig jutott. E sikernek köszönhetően a Rasmus készen állt a nemzetközi karrierre; a HIM, valamint a Roxette kísérőiként több európai országba is eljutottak.
A spanyol Dover rockzenekarral Olaszországban tartottak koncertkörutat, miközben Európa-szerte kapták a felkéréseket.
A 2001-es év Emma-díjátadójáról 4 elismeréssel térhettek haza.
2005-re a Dead Letters Európa-szerte ismert lett. 2005. szeptember 12-én megjelent hatodik albumuk Hide from the Sun címmel. 2008. szeptember 24-én jelent meg a Black Roses, 2012. áprilisában pedig az aktuális albumuk, a The Rasmus.
2022-ben az együttes képviselte Finnországot az Eurovíziós Dalfesztiválon a Jezebel című dalukkal. A második elődöntőből továbbjutva a döntőben a 21. helyen végeztek.

## A zenekar tagjai
| 1994–1995 | - Lauri Ylönen – ének - Eero Heinonen – basszusgitár, háttérének - Pauli Rantasalmi – gitár, háttérének - Jarno Lahti – dob     |
| 1995–1998 | - Lauri Ylönen – ének - Eero Heinonen – basszusgitár, háttérének - Pauli Rantasalmi – gitár, háttérének - Janne Heiskanen – dob |
| 1998–2022 | - Lauri Ylönen – ének - Eero Heinonen – basszusgitár, háttérének - Pauli Rantasalmi – gitár - Aki Hakala – dob                  |
| 2022 óta  | - Lauri Ylönen – ének - Eero Heinonen – basszusgitár, háttérének - Emilia Suhonen – gitár, háttérének - Aki Hakala – dob        |

Idővonal

## Albumok

### Peep(1995-1996)
1995-ben találkoztak első menedzserükkel, Teja Kotilainen-nel, aki az Oranssi klubban látta őket fellépni. Biztatására készítették el 1995-ben első kislemezüket 1st címmel, melyet 1996-ban két másik követett 2nd, illetve 3rd címmel. Nem sokkal ezután szerződést kötöttek a Warner Music Finnlanddel, és még 1996. szeptemberében megjelent első igazi albumuk Peep címmel, amely gyorsan aranylemez lett.
Több, mint száz koncertet adtak Finnországban, Oroszországban és Észtországban. 1996-ban megnyerték a „legjobb új előadónak” járó EMMA-díjat.

### Playboys(1997)
1997 augusztusában jelent meg, új menedzserük, Illka Herkman vezetésével, második stúdióalbumuk Playboys címmel, ami Finnországban aranylemez lett. Zeneileg közel áll a Peep-hez, megspékelve szaxofonnal és trombitával. Emiatt az albumban keverednek a rock, a funky és a ska stílusjegyei. Nagy sikerű koncertet adtak 40 ezres tömeg előtt Helsinki Olimpiai Stadionjában . A Playboys című számra Illka Herkmannal közösen klipet készítettek.

### Hell of a Tester(1998-1999)
1998-ban adták ki a Hell of a Tester című, harmadik korongjukat, ami azonban nem bizonyult sikeresnek. Liquid című számukhoz klipet készítettek, ami végül is felkerült a skandináv MTV top 40-es listájára, és amelyet a finnek megválasztottak „az év dalának”.

### Into(2000-2002)
1999-ben Janne Heiskanen dobost Aki Hakala váltotta fel. 2000-ben a zenekar neve elé illesztették a „The” névelőt, hogy ne keverjék őket össze a feltörekvőben lévő svéd DJ Rasmus-szal.
2001-ben szerződést kötöttek a Playground Music Scandinaviával, új menedzserük Seppo Vesterinen lett. Még ez évben kiadták az Into című albumukat, ami platinalemez lett. Ez volt az első albumuk, amit a Mikael Nord Andersson - Martin Hanssel párossal készítettek a stockholmi Nord Studiosban. Ugyancsak 2001-ben jelent meg az új korong első kislemeze F-F-F-Falling címmel, mely Finnországban három hónapig vezette a slágerlistát. A klipet több országban vetítették, nagy sikerrel. Chill című, a finn listákon második helyezést elért második kislemezüket a többi skandináv országban is kiadták. Ezt követte harmadik kislemezük, a Madness. Időközben az Into megjelent Németországban, Franciaországban, Olaszországban és Spanyolországban.

### Hellofacollection(2001,2003)
2001-ben adták ki a Hellofacollection-t, mely érdekes és szórakoztató válogatása az előző három albumnak, amelyhez hozzátették az új lemezről a Chillt és a F-F-F-Fallingot. A lemez 2003-ban újra megjelent, változatlan tartalommal.
2002-ben, az EMMA-gálán, nyertek a „legjobb együttes”, a „legjobb pop/rock album” (Into), a „legjobb album” (Into), valamint a „legjobb dal” (F-F-F-Falling) kategóriákban.

### Dead Letters(2003-2004)
Az ötödik, Dead Letters című album hozta meg a nagy áttörést. A lemez legsikeresebb száma az In the Shadows. Az angol listákon hét héten át tartotta harmadik helyét, 180 000 darabot adtak el belőle, és bekerült az év legtöbbet eladott lemezei közé. Az In the Shadows-t a Music Television„Európa legjobb klipjévé” választotta, és jelölték az angol Kerrang-díjátadóra a „legjobb nemzetközi felfedezett” és a „legjobb zeneszám” kategóriában. E lemezből készítettek egy limitált szériás, 50 000 példányszámú változatot, ami csak Finnországban jelent meg.
2004 augusztusában Magyarországon is jártak a Sziget Fesztivál keretében. A 2004-es Emma-gáláról szintén 4 díjjal távoztak. Ebben az évben koncerteztek még Ázsiában és Amerikában, sőt Japánban is.
A 2005-ös Emma-gálán ismét díjat nyertek Funeral Song című klipjükkel, illetve az NRJ Radio Awards „legjobb északi csapat” kategóriájában.

### Live Letters(2004)
A Dead Letters sikerein felbuzdulva 2004. november 22-én megjelent a Live Letters című koncert DVD-jük, mely a 2004. augusztus 21-i, svájci koncertjüket mutatja be. A legtöbb dal a Dead Letters-ről került rá, de visszaköszönnek korábbi ismerősök is, mint a F-F-F-Falling, Bullet, Every Day vagy a One & Only. Ezen kívül a 107 perces összeállítás tartalmaz még videóklipeket (többek között az In the shadows mindhárom változatát), valamint képeket és interjúkat. Külön ajándékkal is kedveskedtek a rajongóknak: a Making of the videos megtekintésével rengeteg klip készítésébe nyerhettek betekintést.

### Hide From The Sun(2005-2006)
Hide From The Sun címmel 2005. szeptember 12-én megjelent a zenekar legújabb stúdióalbuma Európában, az Egyesült Királyságban, Skandináviában és Japánban, majd egy év múlva az Amerikai Egyesült Államokban.
„Ahány ország, annyiféle megjelenés” – mondhatnánk, hiszen a korong öt különböző változatban jelent meg. Az „Original Edition” a 11 „alapdalt” tartalmazza, bónusz nélkül. A „Limited Edition”  nem sokban tér el az „Original”-től, mindössze felkerült egy 12. dal, a Dancer in the Dark. A soron következő „UK Version”-ben csak annyi eltérés figyelhető meg, hogy  a Dancer in the Dark helyett az Open my Eyes a bonus track. A legkiváltságosabbak a japánok és az amerikaiak voltak. A „Japan Edition” egy harmadik  bonus track-kel, a Trigger-rel egészült ki, valamint a No Fear egy remix változatával, továbbá külön ajándék a No Fear „Így készült”-je. Az 5. és egyben utolsó változat az „USA Edition”. Ez a verzió a fent említett összes bonus track-kel kiegészül (Dancer in the Dark, Open my eyes, Trigger). A japánokéhoz hasonlóan az amerikai változatra is rákerül a No Fear remixe, valamint kiegészül a Sail Away remixével és a Lucifer’s Angel akusztikus változatával. Megtalálható még rajta az Immortál klipje is.
2005. szeptember 5-től a rádiók sugározni kezdték az albumról az első dalt, a No fear-t, melyből maxi és klip is készült, hasonlóan a Sail away és a Shot dalokhoz. Azok közül a dalok közül, melyből klip is készült, a legérdekesebb az Immortal, amit Eero Heinonen rendezett, barátai segítségével.
Érdemes még megemlíteni a Night after Night (Out of the Shadows)–ot, hiszen ez a világsikerű In the Shadows folytatása.
A zenekar énekese, Lauri úgy nyilatkozott, hogy szükségét érezte az In the Shadows folytatásának; a Night after Night egyfajta lezárása ennek a történetnek.

### Black Roses(2008-2009)
2008. szeptember 26-án került a boltokba Európában a zenekar hetedik nagylemeze, Finnország és Svédország kivételével, ahol már két nappal korábban kapható volt. Az album UK verzióján található a Yesterday You Threw Away Tomorrow című szerzemény. Mindemellett kapható egy „Special Fan Edition” is, amely a lemez mellett tartalmaz egy The Making Of Black Roses című dvd-t, amelyet az együttes basszusgitárosa, Eero Heinonen rögzített és vágott.
Lauri Ylönen elmondta, hogy véleménye szerint az együttes a HFTS után mélypontra került, nyáron pedig magánéleti válsággal is küszködtek. Az első kislemezük (mely egyben a korong nyitó dala), a Living in a World Without You, már júliustól hallható volt a rádiókban, de forgalomba csak szeptember 10-én került. A nagyközönség legelőször az együttes berlini koncertje alkalmával hallhatott az új albumról 2 dalt, a Living in a World Without You-t és a Ten Black Roses-t. A második videóklip a Justify című számból készült, amit Owe Lingvall valósított meg, Pauli Rantasalmi ötlete alapján. A kislemez 2009. január 30-án jelent meg. Az album producere Desmond Child volt (Bon Jovi, Cher, Ricky Martin), a dalokat Michael Wagener keverte (Metallica, Ozzy Osbourne) és Harry Sommerdahl is hozzájárult a felvételekhez.
2009. február 18-án a Black Roses Tour egyik állomása Budapest volt, ez év nyarán pedig a debreceni Campus Fesztiválon is fellépett az együttes.

### Best of The Rasmus 2001-2009(2009)
2009. november 28-án megjelent a második The Rasmus válogatásalbum Best of 2001-2009 címmel, ami az együttes legutóbbi négy albumának legsikeresebb számait tartalmazza. Egy tévéinterjúban Lauri Ylönen a következőt nyilatkozta: „Szerettünk volna egy gyűjteményt készíteni az elmúlt 10 évről amit együtt töltöttünk. Ez egy jó megoldás arra, hogy lezárjunk egy korszakot a Rasmus történelmében, és ez lehetőséget ad arra, hogy belekezdjünk valami újba. Remélem, hogy a 2010-es év meglepő lesz.” A 2001-es Into-ról a F-F-F-Falling és a Chill, a 2003-ban megjelent Dead Letters-ről a In the Shadows, a Guilty, a First Day Of My Life, a Funeral Song és az In My Life, a 2005-ös Hide From The Sun-ról a No Fear, az Immortal, a Shot, a Sail Away és az album amerikai kiadásán szereplő Open My Eyes, a 2008-as Black Roses-ról pedig Livin' in a World Without You, a Justify, a Ghost Of Love és a Ten Black Roses kapott helyet a korongon. Az album egyetlen olyan száma, amit addig sehol sem hallhattak a rajongók, egy duett, amit Lauri a Nightwish énekesnőjével énekel, és az October & April címet viseli. A számhoz videóklip is készült, továbbá november 17-én kislemez formájában is megjelent.

## Külső hivatkozások
- Az együttes hivatalos honlapja
- www.therasmus-hellofasite.it